# USS Graham (DD-192)
USS Graham (DD-192) je bil rušilec razreda Clemson v sestavi Vojne mornarice Združenih držav Amerike.
Rušilec je bil poimenovan po sekretarju za vojno mornarico Williamu A. Grahamu (1804–1875).

## Zgodovina
16. decembra 1921 je bil rušilec na poti iz Charlestona (Južna Karolina) v New York (New York), ko je trčil s SS Panama blizu New Jerseyja. Vrnil se je nazaja v New York Navy Yard, nakar so ga prodali kot staro železo.